# 14-я армия военно-воздушных сил и противовоздушной обороны
14-я армия военно-воздушных сил и противовоздушной обороны (14 А ВВС и ПВО) — оперативное объединение ВВС России в составе Сибирского военного округа (1998—2009), и в составе Центрального военного округа (с 2015 года).

## История
Боевой путь 14-й армии ВВС и ПВО начался 1 июля 1952 года, когда директивой командующего Войсками ПВО был организован Новосибирский район ПВО 3-й категории.
В дальнейшем объединение последовательно преобразовывалось:
03.07.1954 года в Новосибирскую дивизию ПВО, 15.11.1956 года в Новосибирский корпус ПВО, 24.03.1960 года в 14-ю отдельную армию ПВО, 10.06.1994 года в 6-й отдельный корпус ПВО, 01.06.1998 года 14-ю армию ВВС и ПВО, 01.12.2009 года 2-е командование ВВС и ПВО, а в 2015 году объединению было возвращено наименование 14-й армии ВВС и ПВО.
В разные годы в соединениях и воинских частях объединения воевали и проходили службу 257 Героев Советского Союза, из них 17 человек дважды.
Первый раз 14-я армия ВВС и ПВО сформирована 1 июня 1998 года по указу Президента России. В состав армии вошли части 23-й воздушной армии, 6-го отдельного корпуса ПВО и 50-го отдельного корпуса ПВО.
В 2009 году 14-я армия ВВС и ПВО переформирована во 2-е командование ВВС и ПВО Центрального военного округа.
Новейшая история объединения берёт своё начало с 1 августа 2009 года, когда при переходе на новую организационно-штатную структуру Вооружённых Сил Российской Федерации управление 14-й армии ВВС и ПВО было переформировано в управление 2-го Командования ВВС и ПВО. С 25 сентября 2010 года управление объединения приступило к выполнению задач по предназначению.
В соответствии с Указом Президента Российской Федерации и приказами Министра обороны РФ в ходе перехода к новому административно-территориальному делению военных округов в состав объединения вошли соединение ВКО Поволжья, Урала, Западной Сибири и воинские части ВВС, дислоцированные в пределах территории Центрального военного округа.
В 2011 году объединение получило приоритет авиационных частей за счёт приёма в свой состав восьми отдельных вертолётных эскадрилий из состава объединений Ракетных войск стратегического назначения.
Ежегодно дежурными силами радиотехнических войск, зенитных ракетных войск и истребительной авиации в интересах боевой готовности осуществляется проводка более 20 тыс. воздушных судов, следующих по расписанию и заявкам, в том числе около 3 тыс. в приграничной полосе.
Ведётся наблюдение за многочисленными фактами полётов воздушных судов иностранных государств вдоль границ Российской Федерации за пределами её территории, вскрываются десятки нарушений порядка использования воздушного пространства. Так, в апреле 1960 года на базе 185-го гвардейского зенитного ракетного полка была сформирована 57-я ракетная зенитная бригада, личный состав которой 1 мая 1960 года в уральском небе уничтожил самолёт-разведчик США «Локхид-11-2».
Тысячи воинов объединения ВВС и ПВО участвовали в боевых действиях и оказывали военную помощь народам Кореи, Кубы, Египта, Вьетнама, Сирии, Мадагаскара, Ливии, Эфиопии, Афганистана и многих других стран.
За проявленные отвагу, мужество и героизм при выполнении интернационального долга в Афганистане звания Героя Советского Союза удостоены генерал-майор авиации Н. А. Власов (посмертно), полковник А. С. Голованов (посмертно), капитан Н. С. Майданов. В последующем полковник Н. С. Майданов участвовал в контртеррористической операции на Северном Кавказе и повторно удостоен звания Героя Российской Федерации (посмертно).
Дважды выполнял интернациональный долг на территории Афганистана командующий 23-й воздушной армией генерал-лейтенант Валерий Михайлович Горбенко. За умелые действия, мужество и храбрость 60 авиаторов его полка удостоены высоких государственных наград, а Валерий Михайлович — ордена Красной Звезды. В дальнейшем за выполнение боевых задач в ходе контртеррористической операции на Северном Кавказе генерал-лейтенанту В. М. Горбенко было присвоено высокое звание Героя Российской Федерации.
Командующий объединением генерал-майор В. Н. Бондарев, удостоен звания Герой Российской Федерации за героизм, проявленный при выполнении боевых задач в ходе контертеррористической операции на Северном Кавказе.
Большой вклад в строительство и совершенствование структуры объединения внесли командующие генерал-майор С. М. Маслов, генерал-полковник артиллерии Д. Г. Сапрыкин, генерал-полковник авиации В. Н. Абрамов, генерал-полковники Ю. М. Бошняк, Е. Л. Тимохин, генерал-лейтенанты В. А. Артемьев, В. Н. Майоров, О. В. Анисимов, В. Д. Нечаев, генерал-полковник А. Н. Зелин.
4 августа 2015 года армия сформирована вновь. Объединению было возвращено наименование 14-й армии ВВС и ПВО.

## История организационного строительства
- Новосибирский корпус ПВО (с 01.07.1952 г.)[4][5];
- 14-я отдельная армия ПВО (с 24.03.1960 г.);
- 6-й отдельный корпус ПВО (с 10.06.1994 г.);
- 14-я армия ВВС и ПВО (с 01.06.1998 г.);
- 2-е командование ВВС и ПВО (с 01.08.2009 г.);
- 14-я армия ВВС и ПВО (с 01.08.2015 г.);

## Состав
| - Управление, штаб (Новосибирск); - 26-я гвардейская Ясская Краснознамённая ордена Суворова дивизия ПВО (Чита): - 120-й истребительный авиационный Брестский ордена Суворова полк (Домна, Читинская область), МиГ-29; - 350-й истребительный авиационный полк (Братск, Иркутская область), МиГ-31; - 1534-й гвардейский зенитно-ракетный полк (Ангарск, Иркутская область), в/ч 25512; - 69-я ртбр (Чита), в/ч 75313; - 41-я дивизия ПВО (Обь, Новосибирская обл.), в/ч 29286: - 712-й гвардейский истребительный авиационный Черновицкий ордена Кутузова полк (Канск /Дальний/, Красноярский край), МиГ-31; - 849-й истребительный авиационный полк ПВО (аэродром Купино, Купино (Новосибирская область), МиГ-23МЛ, МЛД); - 388-й гвардейский зенитно-ракетный полк (Ачинск, Красноярский край), в/ч 97646; - 590-й гвардейский зенитно-ракетный Львовский полк (Новосибирск), в/ч 31665; - 157-я ртбр (Обь, Новосибирская обл.), в/ч 58133; - 88-й ртп (Красноярск), в/ч 03059; - 21-я смешанная авиационная дивизия (Джида, Республика Бурятия): - 2-й гвардейский бомбардировочный авиационный Оршанский Краснознамённый Ордена Суворова полк (Джида, Республика Бурятия), Су-24м; - 21-й бомбардировочный авиационный Витебский Краснознамённый полк (Бада, Читинская обл.), Су-24/м; - 266-й штурмовой авиационный Краснознамённый полк имени МНР (Степь, Читинская обл.), Су-25; - 313-й гвардейский разведывательный авиационный Берлинский Краснознамённый ордена Кутузова полк (Домна, Читинская обл.): Су-24мр; Части армейского подчинения: - 328-й ЦБУ (Атамановка, Читинская обл.); - 11-й апсо (Братск, Иркутская обл.), в/ч 02017, 3 Ми-8, 3 Ан-26; - 37-я осаэ (Новосибирск /Толмачёво/), в/ч 23406, 3 Ан-12, 6 Ан-26, 2 Ту-134, 5 Ми-8; - 36-й осап (Чита-1 /Черёмушки/), в/ч 35451: Ми-8т/мт, Ан-12, Ан-24, Ан-26, 2 Ту-134а, Ту-154б2; - 20-я АвКмд (Братск, Иркутская обл.), в/ч 06663; - 21-я АвКмд (Новосибирск /Толмачёво/), в/ч 23529; В 2002 году к имеющимся частям из Сухопутных войск переданы вертолётные части: - 112-й овп БиУ (Чита-1 /Черёмушки/), в/ч 21812: Ми-8, Ми-24; - 337-й овп БиУ (Бердск /Центральный/, Новосибирская обл.), в/ч 12212: Ми-8, Ми-24; - расформирован 21-й бап (Бада), на его место из Домны передислоцирован 313-й гв.рап; - в июне расформирован 350-й истребительный авиационный полк (Братск, Иркутская обл.); В 2003 году: - 36-й осап реорганизован в 320-ю авиационную базу; - 313-й гвардейский разведывательный авиационный Берлинский Краснознамённый ордена Кутузова полк выведен из состава 21-й сад и стал именоваться 313-й отдельный гвардейский разведывательный авиационный Берлинский Краснознамённый ордена Кутузова полк; |

| - Управление, штаб (Новосибирск); - 26-я гвардейская Ясская Краснознамённая ордена Суворова дивизия ПВО (Чита): - 120-й гв.иап Брестский ордена Суворова III степени (Домна, Читинская обл.), в/ч 06878: МиГ-29; - 1534-й гв.зрп (Ангарск, Иркутская обл.), в/ч 25512; - 69-я ртбр (Чита), в/ч 75313; - 41-я дивизия ПВО (Обь, Новосибирская обл.), в/ч 29286: - 712-й гв.иап Черновицкий ордена Кутузова III степени (Канск /Дальний/, Красноярский край), в/ч 35568: МиГ-31; - 388-й гв.зрп (Ачинск, Красноярский край), в/ч 97646; - 590-й гвардейский зенитно-ракетный Львовский полк (Новосибирск), в/ч 31665; - 157-я ртбр (Обь, Новосибирская обл.), в/ч 58133; - 88-й ртп (Красноярск), в/ч 03059; - 21-я смешанная авиационная дивизия (Джида, Республика Бурятия): - 2-й гв.бап Оршанский Краснознамённый Ордена Суворова III степени (Джида, Республика Бурятия), в/ч 49706: Су-24м; - 266-й шап Краснознамённый имени МНР (Степь, Читинская обл.), в/ч 19006: Су-25; Части армейского подчинения: - 328-й ЦБУ (Степь, Читинская обл.); - 11-й апсо (Братск, Иркутская обл.), в/ч 02017, 3 Ми-8, 3 Ан-26; - 37-я осаэ (Новосибирск /Толмачёво/), в/ч 23406, 3 Ан-12, 6 Ан-26, 2 Ту-134, 5 Ми-8; - 320-я АвБ (Чита-1 /Черёмушки/), в/ч 35451: Ми-8т/мт, Ан-12, Ан-24, Ан-26, 2 Ту-134а, Ту-154б2; - 20-я АвКмд (Братск, Иркутская обл.), в/ч 06663; - 21-я АвКмд (Новосибирск /Толмачёво/), в/ч 23529; - 313-й огв.рап Берлинский Краснознамённый ордена Кутузова III ст (Бада, Читинская обл.): Су-24мр; - 112-й овп БиУ (Чита-1 /Черёмушки/), в/ч 21812: Ми-8, Ми-24; - 337-й овп БиУ (Бердск /Центральный/, Новосибирская обл.), в/ч 12212: Ми-8, Ми-24; |

| - Управление, штаб, в/ч 71592 (г. Екатеринбург). - 21-я смешанная авиационная дивизия, (г. Челябинск, п. Шагол) - 712-й гвардейский истребительный авиационный Черновицкий ордена Кутузова полк, в/ч 82873 (г. Канск, Красноярский край) техника: 21 ед. МиГ-31БМ (01, 02, 03, 04, 06, 07, 08, 10, 12, 17, 18, 19, 20, 21, 22, 23, 24, 27, 29, 37, 38), 4 ед. МиГ-31БСМ (14, 15, 16, 25) - 764-й истребительный авиационный полк, в/ч 88503 (г. Пермь, Большое Савино) техника: 24 ед. МиГ-31БСМ (01, 02, 03, 04, 05, 06, 07, 08, 09, 10, 12, 14, 16, 17, 20, 23 , 24 , 25 , 27 , 28, 29, 30, ??, ??) - 2-й гвардейский смешанный авиационный ордена Суворова полк, в/ч 69806 (г. Челябинск, аэродром Шагол) командир - полковник Андрей Ермаков техника: 24 ед. Су-34 (01, 02, 03, 04, 05, 06, 07, 08, 09, 10, 11, 12, 14, 15, 16, 20, 21, 22, 23, 24, 25, 26, 27, 28), 12 ед. Су-24МР. - 999-я авиационная база, в/ч 20022 (Киргизия, аэродром Кант) техника: 5 ед. Су-25СМ (01, 02, 03, 04, 05), 7 ед. Су-25 (06, 07, 08, 09, 14, 21, 22), 2 ед. Су-25УБ (10, 30), 2 ед. Ми-8МТВ (40, 41), БПЛА Орлан-10 и Форпост. - 32-й отдельный транспортный смешанный авиационный полк, в/ч 77979 (г. Екатеринбург, аэропорт Кольцово)) техника: 8 ед. Ан-12 (12, 14, 15, 16, 17, 18, ??, ??), 8 ед. Ан-26 (10, 20, 21, 22, 24 ,25, 26, 28), 1 ед. Ту-154, 3 ед. Ту-134, 2 ед. Ан-148, 2 ед. L-410UVP-Е20, 4 ед. Ми-8АМТШ - смешанная авиационная эскадрилья 32-й отсап (Новосибирск (Толмачёво)). 3 ед. Ан-12 (21, 23, 25), 2 ед. Ан-26 (30, 40), 1 ед. Ту-134, 8 ед. Ми-8АМТШ - смешанная авиационная эскадрилья 32-й отсап (Кызыл, Республика Тыва): 3 ед. Ан-26, 4 ед. Ми-8АМТШ - авиационный поисково-спасательный отряд 32-й отсап (Братск, Иркутская обл.). 3 ед. Ан-26, 3 ед. Ми-8МТ - авиационная комендатура 32-й отсап (Йошкар-Ола, аэродром Данилово, Республика Марий Эл) - 17-я гвардейская бригада армейской авиации, в/ч 45123 (г. Каменск-Уральский, Свердловская обл.): 20 ед. Ми-24, 20 ед. Ми-8МТВ-5 - Авиагруппа 17-й бригады армейской авиации, в/ч 45123-2 (аэродром Упрун, г. Увельский, Челябинская обл.): 20 ед. Ми-8МТВ-5, 4 ед. Ми-26. - 337-й отдельный вертолётный полк, в/ч 12739 (Новосибирск (Толмачёво)): 20 ед. Ми-24П, 20 ед. Ми-8АМТШ. - 41-я дивизия ПВО, в/ч 29286 (г. Обь): - 590-й гвардейский зенитно-ракетный Львовский полк, в/ч 35730 (г. Новосибирск): 1 дивизион С-300ПС, 2 дивизиона С-400. - 1534-й зенитный ракетный полк, в/ч 25512 (г. Ангарск, Иркутская обл.): 2 дивизиона С-300ПМ. - 388-й гвардейский зенитный ракетный полк, в/ч 97646 (г. Ачинск, Красноярский край): 3 дивизиона С-300ПС. - 24-я зенитная ракетная бригада в/ч 79222 (г. Абакан, Хакасия), С-300 -17.06.2019- - 341-й радиотехнический полк, в/ч 58133 (г. Обь, Новосибирская обл.). - 76-я дивизия ПВО, в/ч 34244 (г. Самара): - 511-й гвардейский зенитный ракетный Смоленский Краснознамённый орденов Суворова, трижды ордена Кутузова и Богдана Хмельницкого полк в/ч 40218 (г. Энгельс, Саратовская обл.): 2 дивизиона С-400 «Триумф». - 185-й гвардейский зенитный ракетный полк, в/ч 92851 (г. Екатеринбург, Березовский): 2 дивизиона С-400. - 568-й зенитный ракетный Краснознамённый полк, в/ч 28042 (г. Самара): 3 дивизиона С-400. - 340-й радиотехнический полк, в/ч 40278 (Самарская обл., Красноярский район, пгт Мирный). |

## Командующие
- генерал-лейтенант Нечаев Валерий Дмитриевич — 06.1998 — 12.2000
- генерал-лейтенант Зелин Александр Николаевич — 12.2000 — 06.2001
- генерал-лейтенант Данилов Николай Иванович — 06.2001 — 07.2007
- генерал-лейтенант Белевич Александр Михайлович — 07.2007 — 06.2008
- генерал-лейтенант Бондарев Виктор Николаевич — 06.2008 — 08.2009
- генерал-лейтенант Севостьянов Виктор Михайлович — 08.2015 — 01.2016
- генерал-лейтенант Татаренко Александр Юрьевич — 12.01.2016 — 08.2020
- генерал-лейтенант Мельников Владимир Сергеевич — с 08.2020

## Дислокация армии
- с 1998 года по 2009 год:

Штаб армии — Новосибирск.
Соединения и части армии дислоцировались на территории 12 субъектов Российской Федерации, расположенных в Сибирском федеральном округе .
- с 2015 года:

Штаб армии — Екатеринбург.
Соединения и части дислоцируются на территории 29 субъектов Российской Федерации, расположенных в Приволжском, Уральском и Сибирском федеральных округах, а также в Казахстане и Киргизии.